# مالیانو وتره
مالیانو وتره (به ایتالیایی: Magliano Vetere) یک کومونه در ایتالیا است که در استان سالرنو واقع شده‌است.

## خصوصیات
مالیانو وتره ۲۲ کیلومترمربع مساحت و ۸۱۰ نفر جمعیت دارد و ۶۵۰ متر بالاتر از سطح دریا واقع شده‌است.